# Mountains at Midnight
Mountains at Midnight è un singolo del gruppo musicale britannico Royal Blood, pubblicato il 25 maggio 2023 come primo estratto dal quarto album in studio Back to the Water Below.

## Descrizione
Il brano si caratterizza per sonorità più pesanti rispetto a quanto operato dal duo con il terzo album Typhoons, nel quale avevano sperimentato sonorità vicine alla disco, sebbene elementi elettronici e pop risultano comunque presenti nella struttura musicale.

## Video musicale
Il video, diffuso nel medesimo giorno, è stato diretto da Milo Blake e girato interamente in bianco e nero. Esso mostra principalmente il gruppo eseguire il brano davanti a una folla scatenata.

## Tracce
Testi di Mike Kerr, musiche dei Royal Blood.
1. Mountains at Midnight – 3:07

## Formazione
Hanno partecipato alle registrazioni, secondo le note di copertina di Back to the Water Below:
Gruppo
- Mike Kerr – basso, voce, cori
- Ben Thatcher – batteria, percussioni

Produzione
- Royal Blood – produzione
- Pete Hutchings – registrazione
- Liam Hebb – assistenza alla registrazione
- Spike Stent – missaggio
- Matt Wolach – assistenza al missaggio
- Matt Colton – mastering

## Classifiche
| Classifica (2023)          | Posizione massima |
| -------------------------- | ----------------- |
| Canada (rock)              | 29                |
| Regno Unito (rock & metal) | 24                |